# Соколов, Василий Васильевич (философ)
Васи́лий Васи́льевич Соколо́в (15 августа 1919, с. Петрушино, Епифанский уезд, Тульская губерния — 25 марта 2017, Москва) — советский и российский философ

, специалист по истории зарубежной философии. Доктор философских наук (1962), профессор. Заслуженный профессор МГУ (1994). 
Лауреат Ломоносовской премии I степени за педагогическую деятельность (2011).

## Биография
Обучался в МИФЛИ (1936—1939) на историческом и с 1939 года на философском факультетах. Окончил философский факультет МГУ в 1943 году (единственный выпускник того года с факультета).
Участник Великой Отечественной войны. В ноябре 1941 года в ходе боев за Москву, в июле-августе 1942 года участвовал в отражении танковых атак на Воронежском фронте. Командовал противотанковым орудием, был ранен. Награждён орденом Красного Знамени, медалью «За отвагу» и в 1985 году — орденом Отечественной войны I степени.
В 1946 году окончил аспирантуру философского факультета МГУ, защитил кандидатскую диссертацию «Проблемы необходимости и свободы в западно-европейской философии XVII века». Некоторое время работал в Академии общественных наук при ЦК ВКП(б) и Издательстве иностранной литературы, в 1950 году начал преподавательскую и научную деятельность на философском факультете.
В 1962 году защитил докторскую диссертацию «Философия Спинозы и современность». С 1963 года профессор кафедры истории зарубежной философии философского факультета МГУ.
Подготовил более 50 кандидатов наук. Действительный член (академик) РАЕН.
Заслуженный деятель науки РСФСР (1980). Лауреат Ломоносовской премии I степени (1986). Награждён Почётной грамотой Президента Российской Федерации (2012).
Похоронен на Троекуровском кладбище (участок 25) .
Своим с А. Ф. Лосевым "замечательным другом" называла Соколова Аза Алибековна Тахо-Годи.